# Basílica de Sant Antoni de Pàdua
La Basílica de Sant Antoni (en italià Basilica di Sant'Antonio) és un temple religiós de la ciutat italiana de Pàdua, construït entre els anys 1238 i 1310. El nucli original n'és l'església de Santa Maria Mater Domini, on es va instal·lar el convent franciscà en què va ser sepultat sant Antoni de Pàdua, fet que va originar una fervorosa devoció a les seves despulles pels catòlics. Les pintures al fresc, junts amb les de set edificis més del centre històric, forment part del Patrimoni de la humanitat de l'Unesco, des de 2021.
A la plaça es troba el magnífic monument eqüestre a Gattamelata de Donatello. A més a més per, a l'interior de la basílica va realitzar l'escultura del Crucifix de bronze, que Boito va posar anys més tard a l'altar major. Per a aquest altar Donatello va crear set estàtues que representen la Mare de Déu amb l'Infant i els sants Francesc, Antoni, Justina, Daniel, Lluís i Prosdòcim.